# I-League
I-League (hay còn gọi là Hero I-League theo tên của tài trợ Hero MotoCorp) là giải đấu bóng đá chuyên nghiệp cao thứ hai Ấn Độ do Liên đoàn bóng đá Ấn Độ (AIFF) Điều hành.Giải hiện đang được thi đấu bởi 12 câu lạc bộ trên cả nước.
Giải đấu được thành lập vào năm 2007 với tư cách là sự kế thừa của Giải Bóng đá Vô địch Quốc gia Ấn Độ, mùa giải đầu tiên bắt đầu vào tháng 11 năm 2007. Giải đấu đã được thành lập như giải đấu bóng đá chuyên nghiệp hạng nhất của Ấn Độ với mục đích tăng số lượng cầu thủ cho Đội tuyển bóng đá quốc gia Ấn Độ. I-League có một hệ thống thăng hạng và xuống hạng đến giải hạng 2 I-League và sau đó có thêm hệ thống thăng hạng lên Indian Super League, từ mùa giải 2022-23.
Kể từ khi thành lập I-League, có 7 câu lạc bộ đã lên ngôi vô địch.

## Lịch sử

### Bắt Đầu
Năm 1996, giải đấu quốc nội đầu tiên ở Ấn Độ được gọi là Giải Bóng đá Vô địch Quốc gia Ấn Độ, trong nỗ lực phát triển lên chuyên nghiệp của bóng đá Ấn Độ. Nhưng đã không thành công.Trong những ngày mới thành lập, giải đấu phải chịu đựng cơ sở hạ tầng kém và  thiếu chuyên nghiệp từ các câu lạc bộ . FC Kochin Đã giải thể vào năm 2002 vì câu lạc bộ đã không trả lương kể từ năm 2000, sau khi phải bù đắp 2,5 Karor thua lỗ trong mùa giải.
Sau một thập kỷ sa sút với Giải Bóng đá Vô địch Quốc gia Ấn Độ, Liên đoàn bóng đá toàn Ấn Độ quyết định đã đến lúc thay đổi.

### Thành lậpI-League
Sau mùa giải NFL 2006-07, Giải sẽ được đổi tên thành I-League cho mùa giải 2007-08. Mùa giải đầu tiên của giải đấu bao gồm 8 đội từ chiến dịch NFL trước đó và hai đội từ Giải hạng 2 để tạo thành một giải đấu gồm 10 đội.

### Chuyển xuống hạng đấu thứ 2
Do sự thành lập của Indian Super League nên trong suốt một thời gian dài, Ấn Độ có tới 2 giải đấu cao nhất. Trong hơn 3 năm đầu, ISL không được AFC công nhận; đến năm 2017 thì AFC cho phép I-League và ISL song song là hạng đấu cao nhất của bóng đá Ấn Độ, trong đó đại diện của I-League lấy vé dự AFC Champions League còn đại diện của ISL dự AFC Cup. Theo lộ trình bóng đá Ấn Độ năm 2021, I-League chuyển xuống trở thành hạng đấu thứ 2, và ISL là hạng đấu cao nhất duy nhất.

## Câu Lạc bộ
Tổng cộng có 36 câu lạc bộ đã chơi ở I-League kể từ khi thành lập vào năm 2007:

### Câu lạc bộ hiện tại
| CLB                       | Thành phố / bang / UT       | Sân nhà                             | Sức Chứa          | Sỡ Hữu                                                                | Thành lập                    | Gia nhập I-League |
| ------------------------- | --------------------------- | ----------------------------------- | ----------------- | --------------------------------------------------------------------- | ---------------------------- | ----------------- |
| Aizawl FC                 | Aizawl, Mizoram             | Rajiv Gandhi Stadium                | 20,000            | Robert Romawia Royte                                                  | 1984                         | 2015              |
| Churchill Brothers FC Goa | Margao, Goa                 | Pandit Jawaharlal Nehru Stadium     | 19,000            | Churchill Alemao                                                      | 1988                         | 2016              |
| Gokulam Kerala FC         | Kozhikode, Kerala           | EMS Stadium                         | 80,000            | Sree Gokulam Group                                                    | 2017                         | 2017              |
| Indian Arrows             | Bhubaneswar, Odisha         | Kalinga Stadium                     | 15,000            | All India Football Federation                                         | 2010 (as AIFF XI)            | 2017              |
| Mohammedan SC             | Kolkata, West Bengal        | Mohammedan Sporting Ground          | 22,000            | Mohammedan Sporting Club Pvt. Ltd.(50%) and Bunkerhill Pvt. Ltd.(50%) | 1891                         | 2020              |
| NEROCA FC                 | Imphal, Manipur             | Khuman Lampak Main Stadium          | 35,285            | NEROCA Football Club Pvt. Ltd.                                        | 1965                         | 2017              |
| Rajasthan United FC       | Bhilwara, Rajasthan         | Rajasthan University Sports Complex | 6,000             | RUFC Sports Private Limited                                           | 2018 (as JECRC CF)           | 2021              |
| Real Kashmir FC           | Srinagar, Jammu and Kashmir | TRC Turf Ground                     | 11,000            | Shamim Mehraj and Sandeep Chattoo                                     | 2016                         | 2018              |
| RoundGlass Punjab FC      | Mohali, Punjab              | Guru Nanak Stadium                  | 30,000            | RoundGlass Sports                                                     | 2005 (as Minerva Academy FC) | 2016              |
| Sreenidi Deccan FC        | Vizag, Andhra Pradesh       | [yet to announce]                   | [yet to announce] | Sreenidhi Group                                                       | 2015                         | 2021              |
| Sudeva Delhi FC           | New Delhi, Delhi            | Dr. Ambedkar Stadium                | 30,000            | Anuj Gupta and Vijay Hakari                                           | 2014                         | 2020              |
| TRAU FC                   | Imphal, Manipur             | Khuman Lampak Main Stadium          | 35,285            | TRAU Football Club Pvt. Ltd.                                          | 1954                         | 2019              |

### CLB trước đây
| Club                  | City/State         | Seasons in I-League        | Best finish                          | Worst finish           | Current league                           |
| --------------------- | ------------------ | -------------------------- | ------------------------------------ | ---------------------- | ---------------------------------------- |
| Air India             | Mumbai             | 2007 to 2013               | 8th, 2007–08                         | 13th, 2012–13          | Mumbai Football League                   |
| Bengaluru             | Bengaluru          | 2013 to 2017               | 1st, 2013–14, 2015–16                | 4th, 2016–17           | Indian Super League                      |
| Bharat                | Mumbai             | 2014 to 2015               | 11th, 2014–15                        | 11th, 2014–15          | Không còn tồn tại                        |
| Chennai City          | Chennai            | 2016 to 2021               | 1st, 2018–19                         | 8th, 2016–17, 2017–18  | Chennai Football Senior Division         |
| Dempo                 | Panjim             | 2007 to 2015               | 1st, 2007–08,2009–10, 2011–12        | 10th, 2014–15          | Goa Professional League                  |
| DSK Shivajians        | Pune               | 2015 to 2017               | 7th, 2016–17                         | 9th, 2015–16           | Không còn tồn tại                        |
| East Bengal           | Kolkata            | 2007 to 2020               | 2nd, 2010–11,2011–12,2013–14,2018–19 | 9th, 2009–10           | Indian Super League                      |
| HAL                   | Bengaluru          | 2010 to 2012               | 12th, 2010–11                        | 14th, 2011–12          | Bangalore Super Division                 |
| JCT                   | Hoshiarpur         | 2007 to 2011               | 3rd, 2007–08                         | 13th, 2010–11          | Không còn tồn tại                        |
| Kenkre FC             | Mumbai             | 2021-22                    | 13th                                 | 13th                   | I-league 2nd Division                    |
| Mahindra United       | Mumbai             | 2007 to 2010               | 4th, 2009–10                         | 5th, 2007–08, 2008–09  | Không còn tồn tại                        |
| Mohun Bagan           | Kolkata            | 2007 to 2020               | 1st, 2014–15, 2019–20                | 10th, 2012–13          | Indian Super League (as ATK Mohun Bagan) |
| Mumbai                | Mumbai             | 2007 to 2017               | 5th, 2015–16                         | 11th, 2009–10, 2012-12 | Không còn tồn tại                        |
| ONGC                  | Mumbai             | 2010 to 2011, 2012 to 2013 | 9th, 2012–13                         | 14th, 2010–11          | Mumbai Football League                   |
| Pune                  | Pune               | 2009 to 2015               | 2nd, 2012–13                         | 7th, 2013–14           | Không còn tồn tại                        |
| Rangdajied United     | Shillong           | 2013 to 2014               | 10th, 2013–14                        | 10th, 2013–14          | Shillong Premier League                  |
| Royal Wahingdoh       | Shillong           | 2014 to 2015               | 3rd, 2014–15                         | 3rd, 2014–15           | Không còn tồn tại                        |
| Salgaocar             | Vasco              | 2007 to 2008, 2009 to 2016 | 1st, 2010–11                         | 10th, 2007–08          | Goa Professional League                  |
| Shillong Lajong       | Shillong           | 2009 to 2019               | 5th, 2016–17                         | 14th, 2009–10          | Shillong Premier League                  |
| Sporting Clube de Goa | Panaji             | 2007 to 2010, 2011 to 2016 | 3rd, 2008–09                         | 13th, 2009–10          | Goa Professional League                  |
| United                | Kolkata            | 2008 to 2014               | 4th, 2012–13                         | 10th, 2012–14          | Calcutta Premier Division B              |
| United Sikkim         | Gangtok            | 2012 to 2013               | 14th, 2012–13                        | 14th, 2012–13          | Sikkim Premier Division League           |
| Vasco                 | Vasco da Gama, Goa | 2008 to 2009               | 12th, 2008–09                        | 12th, 2008–09          | Goa Professional League                  |
| Viva Kerala           | Kochi              | 2007 to 2008, 2009 to 2012 | 9th, 2008–09                         | 12th, 2011–12          | Không còn tồn tại                        |

## Thống Kê
Tính đến  tháng 5 năm 2022
| Pos. | CLB                       | S  | P   | W   | D  | L  | GF  | GA  | GD   | Pts | 1st | 2nd | 3rd | 1st App | Last / Recent app | Kết thúc |
| ---- | ------------------------- | -- | --- | --- | -- | -- | --- | --- | ---- | --- | --- | --- | --- | ------- | ----------------- | -------- |
| 1    | Mohun Bagan               | 13 | 276 | 126 | 85 | 65 | 430 | 301 | 129  | 463 | 2   | 3   | 1   | 2007–08 | 2019–20           | 1st      |
| 2    | East Bengal               | 13 | 276 | 126 | 75 | 75 | 425 | 282 | 143  | 453 | 0   | 4   | 3   | 2007–08 | 2019–20           | 2nd      |
| 3    | Churchill Brothers        | 12 | 257 | 121 | 70 | 66 | 450 | 314 | 136  | 433 | 2   | 3   | 2   | 2007–08 | 2021–22           | 1st      |
| 4    | Dempo                     | 8  | 188 | 90  | 52 | 46 | 337 | 209 | 128  | 322 | 3   | 0   | 1   | 2007–08 | 2014–15           | 1st      |
| 5    | Salgaocar                 | 8  | 182 | 70  | 46 | 66 | 258 | 229 | 29   | 256 | 1   | 0   | 1   | 2007–08 | 2015–16           | 1st      |
| 6    | Sporting Goa              | 8  | 178 | 62  | 57 | 59 | 241 | 249 | -8   | 243 | 0   | 0   | 1   | 2007–08 | 2015–16           | 3rd      |
| 7    | Pune                      | 6  | 148 | 63  | 45 | 40 | 219 | 168 | 51   | 234 | 0   | 1   | 1   | 2009–10 | 2014–15           | 2nd      |
| 8    | Mumbai                    | 9  | 204 | 53  | 72 | 79 | 219 | 281 | -62  | 231 | 0   | 0   | 0   | 2008–09 | 2016–17           | 5th      |
| 9    | Shillong Lajong           | 9  | 194 | 53  | 56 | 85 | 220 | 316 | -96  | 215 | 0   | 0   | 0   | 2009–10 | 2018–19           | 5th      |
| 10   | United                    | 6  | 150 | 48  | 55 | 47 | 202 | 200 | 2    | 199 | 0   | 0   | 0   | 2008–09 | 2013–14           | 4th      |
| 11   | Aizawl                    | 8  | 135 | 51  | 30 | 54 | 171 | 164 | 7    | 183 | 1   | 0   | 0   | 2015–16 | 2021–22           | 1st      |
| 12   | Bengaluru                 | 4  | 78  | 42  | 20 | 16 | 131 | 79  | 52   | 146 | 2   | 1   | 0   | 2013–14 | 2016–17           | 1st      |
| 13   | Air India                 | 6  | 144 | 33  | 45 | 66 | 142 | 249 | -107 | 144 | 0   | 0   | 0   | 2007–08 | 2012–13           | 8th      |
| 14   | Indian Arrows             | 9  | 178 | 38  | 43 | 97 | 143 | 287 | -144 | 157 | 0   | 0   | 0   | 2010–11 | 2021–22           | 8th      |
| 15   | RoundGlass Punjab         | 6  | 105 | 36  | 31 | 38 | 125 | 133 | -8   | 139 | 1   | 0   | 0   | 2016–17 | 2021–22           | 1st      |
| 16   | Gokulam Kerala            | 5  | 86  | 37  | 21 | 28 | 137 | 107 | 30   | 132 | 2   | 0   | 0   | 2017–18 | 2021–22           | 1st      |
| 17   | JCT                       | 4  | 92  | 29  | 27 | 36 | 93  | 100 | -7   | 114 | 0   | 0   | 1   | 2007–08 | 2010–11           | 3rd      |
| 18   | Chennai City              | 5  | 85  | 31  | 21 | 33 | 112 | 126 | -14  | 114 | 1   | 0   | 0   | 2016–17 | 2020–21           | 1st      |
| 19   | Real Kashmir              | 5  | 84  | 25  | 33 | 27 | 110 | 108 | 2    | 108 | 0   | 0   | 1   | 2018–19 | 2021–22           | 3rd      |
| 20   | NEROCA                    | 5  | 86  | 27  | 23 | 36 | 107 | 124 | -17  | 104 | 0   | 1   | 0   | 2017–18 | 2021–22           | 2nd      |
| 21   | Mohammedan                | 4  | 79  | 27  | 22 | 30 | 96  | 104 | -8   | 103 | 0   | 2   | 0   | 2008–09 | 2021–22           | 2nd      |
| 22   | Mahindra United           | 3  | 66  | 25  | 25 | 16 | 97  | 69  | 28   | 100 | 0   | 0   | 0   | 2007–08 | 2009–10           | 4th      |
| 23   | Chirag United Club Kerala | 4  | 96  | 22  | 23 | 51 | 96  | 160 | -64  | 89  | 0   | 0   | 0   | 2007–08 | 2011–12           | 9th      |
| 24   | TRAU                      | 4  | 66  | 21  | 21 | 24 | 74  | 80  | -6   | 84  | 0   | 0   | 1   | 2019–20 | 2021–22           | 3rd      |
| 25   | ONGC                      | 2  | 52  | 12  | 19 | 21 | 55  | 76  | -21  | 55  | 0   | 0   | 0   | 2010–11 | 2012–13           | 9th      |
| 26   | Sudeva Delhi              | 3  | 48  | 13  | 13 | 22 | 42  | 60  | -18  | 52  | 0   | 0   | 0   | 2020–21 | 2021–22           | 8th      |
| 27   | DSK Shivajians            | 2  | 34  | 7   | 12 | 15 | 38  | 55  | -17  | 33  | 0   | 0   | 0   | 2015–16 | 2016–17           | 7th      |
| 28   | Sreenidi Deccan           | 1  | 18  | 9   | 5  | 4  | 27  | 19  | 8    | 32  | 0   | 0   | 0   | 2021–22 | 2021–22           | 3rd      |
| 29   | HAL                       | 2  | 52  | 7   | 11 | 34 | 37  | 108 | -71  | 32  | 0   | 0   | 0   | 2010–11 | 2011–12           | 12th     |
| 30   | Royal Wahingdoh           | 1  | 20  | 8   | 6  | 6  | 27  | 27  | 0    | 30  | 0   | 0   | 1   | 2014–15 | 2014–15           | 3rd      |
| 31   | Rangdajied United         | 1  | 24  | 6   | 7  | 11 | 29  | 38  | -9   | 25  | 0   | 0   | 0   | 2013–14 | 2013–14           | 11th     |
| 32   | Rajasthan United          | 1  | 18  | 5   | 7  | 6  | 16  | 16  | 0    | 22  | 0   | 0   | 0   | 2021–22 | 2021–22           | 6th      |
| 33   | Bharat                    | 1  | 20  | 4   | 6  | 10 | 13  | 28  | -15  | 18  | 0   | 0   | 0   | 2014–15 | 2014–15           | 11th     |
| 34   | United Sikkim             | 1  | 26  | 2   | 9  | 15 | 23  | 63  | -40  | 15  | 0   | 0   | 0   | 2012–13 | 2012–13           | 14th     |
| 35   | Kenkre                    | 1  | 17  | 3   | 3  | 11 | 11  | 25  | -14  | 12  | 0   | 0   | 0   | 2021–22 | 2021–22           | 13th     |
| 36   | Vasco                     | 1  | 22  | 2   | 4  | 16 | 14  | 49  | -35  | 10  | 0   | 0   | 0   | 2008–09 | 2008–09           | 12th     |

|  | I League            |
|  | State leagues       |
|  | Indian Super League |
|  | Defunct clubs       |

## Tài trợ
Kể từ Giải bóng đá quốc gia ban đầu, giải đấu của Ấn Độ luôn được tài trợ. Khi I-League bắt đầu vào năm 2007, nhà tài trợ cuối cùng từ Giải bóng đá quốc gia cũ, ONGC, đã được đưa vào với tư cách là nhà tài trợ, khiến giải đấu được gọi là ONGC I-League. Tuy nhiên, sau mùa giải 2010–11, hợp đồng với ONGC không được gia hạn và không có hợp đồng tài trợ mới cho đến năm 2013. Vào ngày 24 tháng 9 năm 2013,  Airtel sẽ là nhà tài trợ của I-League, do đó giải đấu được gọi là Airtel I-League. Vào tháng 12 năm 2014, có thông báo rằng Hero MotoCorp sẽ thay thế Airtel làm nhà tài trợ cho giải đấu và do đó giải đấu sẽ được biết đến với tên gọi Hero I-League.
| Năm          | Tên Nhà tài trợ | Tên Giải đấu    |
| ------------ | --------------- | --------------- |
| 2007–11      | ONGC            | ONGC I-League   |
| 2011–13      | none            | I-League        |
| 2013–14      | Airtel          | Airtel I-League |
| 2014–present | Hero            | Hero I-League   |

## Sân Nhà

### Sân nhà của các câu lạc bộ I-league hiện tại
| Aizawl                       | Churchill Brothers                          | Gokulam Kerala            | Indian Arrows                   | Mohammedan                          | NEROCA                             |
| ---------------------------- | ------------------------------------------- | ------------------------- | ------------------------------- | ----------------------------------- | ---------------------------------- |
| Rajiv Gandhi Stadium, Aizawl | Sân vận động Fatorda, Margao                | EMS Stadium, Kozikode     | Kalinga Stadium, Bhubaneswar    | Mohammedan Sporting Ground, Kolkata | Khuman Lampak Main Stadium, Imphal |
| Sức Chứa: 20,000             | Sức Chứa: 19,000                            | Sức Chứa: 80,000          | Sức Chứa: 15,000                | Sức Chứa: 22,000                    | Sức Chứa: 35,285                   |
|                              |                                             |                           |                                 |                                     |                                    |
| Punjab                       | Rajasthan United                            | Real Kashmir              | Sudeva Delhi                    | Sreenidi Deccan                     | TRAU                               |
| Guru Nanak stadium, Ludhiana | Rajasthan University Sports Complex, Jaipur | TRC Turf Ground, Srinagar | Dr. Ambedkar Stadium, New Delhi | [yet to announce]                   | Khuman Lampak Main Stadium, Imphal |
| Sức Chứa: 30,000             | Sức Chứa: 6,000                             | Sức Chứa: 11,000          | Sức Chứa: 30,000                |                                     | Sức Chứa: 35,285                   |
|                              |                                             |                           |                                 |                                     |                                    |

## Huấn luyện viên trưởng
| QT          | Tên                                   | CLB                | Bổ Nhiệm             | Thời gian phụ trách |
| ----------- | ------------------------------------- | ------------------ | -------------------- | ------------------- |
| Scotland    | David Robertson                       | Real Kashmir       | 2 tháng 1 năm 2017   | 8 năm, 64 ngày      |
| Ấn Độ       | Shanmugam Venkatesh                   | Indian Arrows      | 29 tháng 11 năm 2019 | 5 năm, 98 ngày      |
| Ấn Độ       | L.Nandakumar Singh                    | TRAU               | 27 tháng 1 năm 2020  | 5 năm, 39 ngày      |
| Ý           | Vincenzo Alberto Annese               | Gokulam Kerala     | 9 tháng 8 năm 2020   | 4 năm, 210 ngày     |
| Ấn Độ       | Mehrajuddin Wadoo (caretaker manager) | Sudeva Delhi       | 13 tháng 11 năm 2021 | 3 năm, 114 ngày     |
| Nga         | Andrey Chernyshov                     | Mohammedan         | 21 tháng 5 năm 2021  | 3 năm, 290 ngày     |
| Ấn Độ       | Akhil Kothari                         | Kenkre             | 1 tháng 6 năm 2021   | 3 năm, 279 ngày     |
| Ấn Độ       | Yan Law                               | Aizawl             | 19 tháng 1 năm 2021  | 4 năm, 47 ngày      |
| Tây Ban Nha | Fernando Santiago Varela              | Sreenidi Deccan    | 20 tháng 4 năm 2021  | 3 năm, 321 ngày     |
| Ấn Độ       | Khogen Singh                          | NEROCA             | 3 tháng 7 năm 2021   | 3 năm, 247 ngày     |
| Hà Lan      | Ed Engelkes                           | Punjab             | 23 tháng 3 năm 2022  | 2 năm, 349 ngày     |
| Tây Ban Nha | Fransesc Bonet                        | Rajasthan United   | 3 tháng 12 năm 2021  | 3 năm, 94 ngày      |
| Tây Ban Nha | Antonio Jesús Rueda Fernández         | Churchill Brothers | 15 tháng 2 năm 2022  | 3 năm, 20 ngày      |